# Mary Field
Mary Field (10 de junio de 1909 - 12 de junio de 1996) fue una actriz de cine estadounidense que interpretó principalmente papeles secundarios.

## Biografía
Nació en la ciudad de Nueva York y nunca supo quienes eran sus padres biológicos, pues siendo bebé fue dejada fuera de las puertas de una iglesia con una nota diciendo que su nombre era Olivia "Rockefeller". Más tarde fue adoptada.

## Hollywood y televisión
En 1937, firmó contrato con Warner Bros. y debutó en El príncipe y el mendigo (1937). Sus otros créditos de pantalla incluyen personajes en películas como Jezabel (1938), Cowboy de Brooklyn (1938), The Amazing Dr. Clitterhouse (1938), Eternally Yours (1939), When Tomorrow Comes (1939), Melodía de Broadway de 1940, Bola de fuego (1941), ¡Qué verde era mi valle!  (1941), La señora Miniver (1942), Ministry of Fear (1944), Black Angel (1946), Out of the Past (1947), Miracle on 34th Street (1947) y Life with Father (1947). Durante su etapa en Hollywood apareció en aproximadamente 103 películas.
Sus créditos de televisión incluyen apariciones en Gunsmoke, Wagon Train y The Loretta Young Show, En 1963, su última función suplente fue como monja católica en la serie televisiva, Going My Way, protagonizada por Gene Kelly e inspirada en la película homónima. Apareció en varios episodios de la comedia televisiva Topper interpretando a Thelma Gibney, una amiga de Henrietta Topper.

## Vida personal
Tras su retiro en 1963 seguía casada con James Madison Walters, con quien había contraído matrimonio en los años 1940, y vivía en Laguna Niguel, California. También dedicaba su tiempo a su familia y era activa en la Iglesia de Hollywood de Ciencia Religiosa con el Dr. Robert Bitzer.

## Muerte
El 12 de junio de 1996, dos días después de su 87.º cumpleaños, falleció en su casa en Fairfax, Virginia debido a las complicaciones de un derrame cerebral. Vivía allí con su hija única Susana Kerstein y su yerno Bob Kerstein. Tenía dos nietos, Sky Kerstein y Kendall Kerstein.